# Rezerwat przyrody Ujście Nogatu
Rezerwat przyrody Ujście Nogatu – rezerwat faunistyczny położony w województwie warmińsko-mazurskim, w gminach Elbląg i Tolkmicko (grunty na lądzie oraz wody Zalewu Wiślanego).
Rezerwat został powołany rozporządzeniem Nr 325 Wojewody Warmińsko-Mazurskiego z 13 grudnia 2001 roku (Dz. Urz. Woj. Warm. – Maz. Nr 142, poz.2040 z 15.12.2001 r.) i początkowo zajmował 356,72 ha. W 2016 roku powiększono go do 408,98 ha. Grunty Nadleśnictwa Elbląg wchodzące w skład rezerwatu to 113,18 ha.
Ochronie podlega fauna ptaków wodno-błotnych (lęgowych i migrujących) oraz ich siedliska.